# Amos Cassioli
Amos Cassioli (Asciano, 9 agosto 1832 – Firenze, 17 dicembre 1891) è stato un pittore italiano.

## Biografia
Amos Cassioli nacque da Domenico, proprietario di una piccola caffetteria, e Assunta Mazzoni. Lo zio Ottavio Cassioli, organista ad Arezzo, avrebbe voluto che facesse il prete. La morte del padre impose che abbandonasse gli studi per trovare un lavoro ad Asciano. Dotato nel disegno, fu grazie ad alcuni privati ed ai monaci di Monte Oliveto Maggiore che poté riprendere gli studi entrando nel 1850 all'accademia di belle arti di Siena diretta da Luigi Mussini. Successivamente Cassioli, tra il 1856 e il 1860, ebbe l'opportunità di soggiornare a Roma grazie ad una borsa di studio assegnatagli dal Granduca di Toscana Ferdinando IV. A Roma frequentò alcuni giovani artisti tra cui Edgar Degas e Jean-Jacques Henner.
Sul finire del 1860 si trasferì a Firenze, che divenne la sua definitiva dimora anche se continuò a mantenere continui rapporti con Siena. Nel 1865 nacque a Firenze suo figlio Giuseppe.
Cassioli fu un eccellente ritrattista e si distinse anche per grandi opere a soggetto storico fra cui la Battaglia di Legnano (1860-1870, Firenze, Galleria di Arte Moderna di Palazzo Pitti, bozzetto Siena, Collezione Monte dei Paschi), Provenzan Salvani (1873, Siena, Palazzo Pubblico), Il giuramento di Pontida (1884, Siena, Palazzo Pubblico, bozzetto Siena, Collezione Monte dei Paschi).
Tra il 1884 e il 1886, eseguì gli affreschi nella Sala del Risorgimento del Palazzo Pubblico di Siena che raffigurano la Battaglia di San Martino e la Battaglia di Palestro.
Tra le altre opere ricordiamo Cino e Selvaggia (1864, Siena, Pie Disposizioni), Lorenzo de' Medici e Galeazzo Sforza (1868, Siena, Collezione Chigi Lucarini Saracini, bozzetto Firenze, Collezione privata), Cattive nuove (1875-77), Paggio del XVI secolo (1876), La Madonna del Pensiero (1876), Il pavone (1876, Firenze, Collezione privata), David Rizio e Maria Stuarda (1877), Allegoria della notte (1885, Firenze, Collezione privata), L'attesa (1885, Vicenza, Collezione Banca Intesa) Avanti il duello (1885-1887, Firenze, Collezione privata), Don Chisciotte (1889), L'offerta a Venere (1891, Firenze, Galleria d'Arte Moderna di Palazzo Pitti, bozzetto Firenze, Collezione privata), Donne che giocano a biliardo (Milano, Fondazione Piceni).
Notevole fu anche la produzione di quadri a soggetto "classico", molti dei quali raccolti nel 1991 grazie ad un importante lascito, nel Museo Cassioli di Asciano.

## Galleria d'immagini

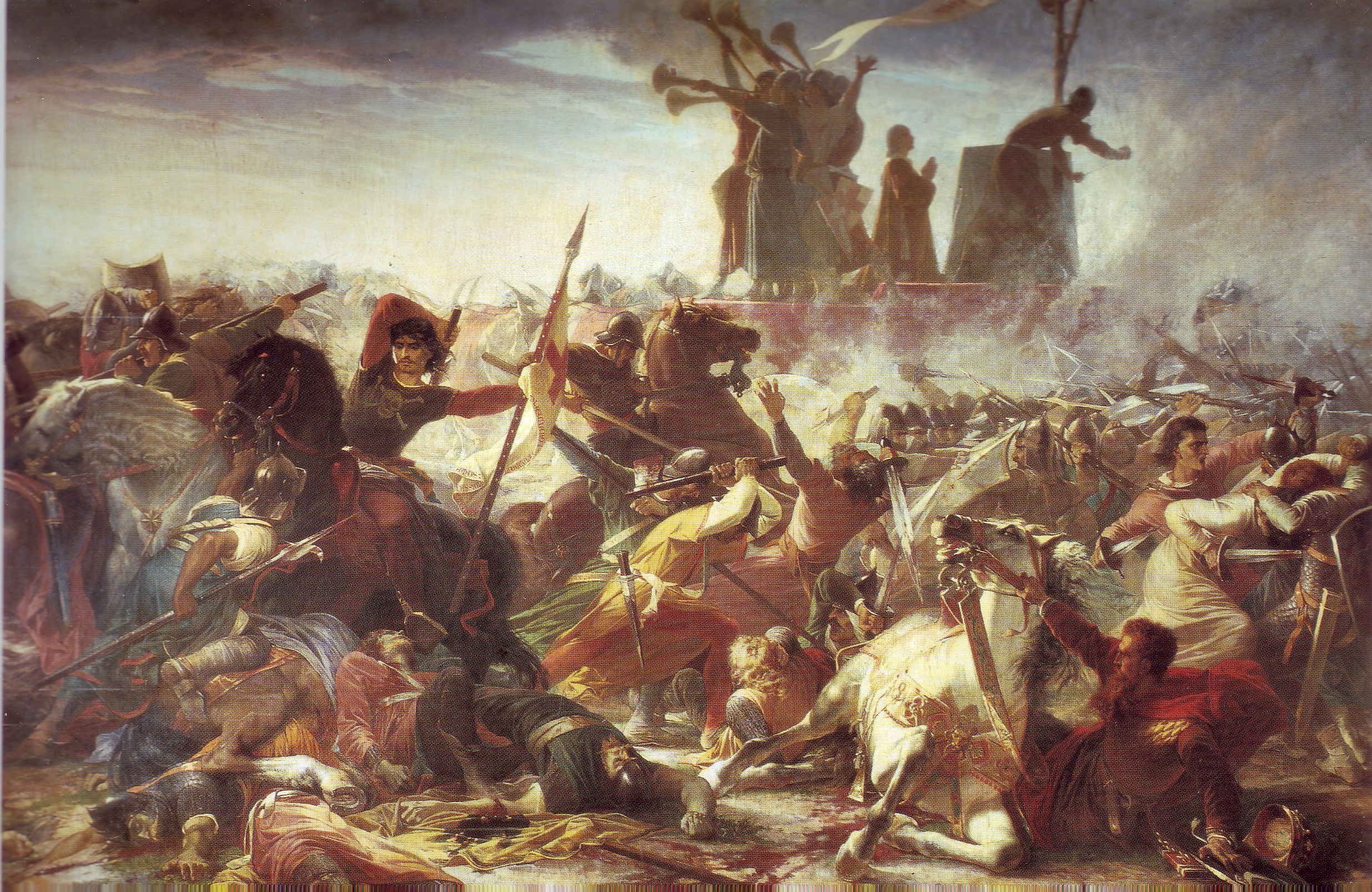
"Battaglia di Legnano" (1860-1870, Firenze, Galleria d'Arte Moderna di Palazzo Pitti)
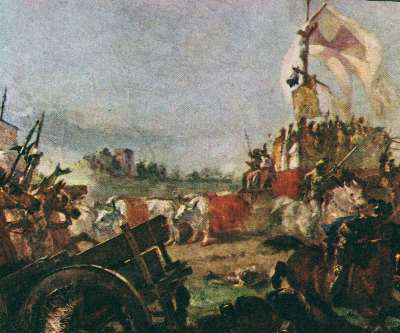
"Il Carroccio"